# 1962 год в телевидении
Список 1962 год в телевидении описывает события в мире телевидения, произошедшие в 1962 году.

## События
- 6 апреля — в эфир вышло Телевизионное кафе На огонёк, который вскоре станет известен как Голубой огонёк.
- Апрель — вместо Сергея Кафтанова Государственный комитет по телевидению и радиовещанию возглавил Михаил Харламов.
- 21 октября — в эфир вышла телепередача Музыкальный киоск.
- 21 декабря — в эфир вышла телепередача Кинопанорама.

### Без точных дат
- Певица Майя Кристалинская на некоторое время была лишена возможности выступать на ТВ по причине исполненной ей песни на новогоднем концерте В нашем городе дождь.

## Родились
- 7 января — Борис Титов, ТВ-знаток (Своя игра) и спортивный журналист[1].
- 9 февраля — Алексей Пиманов, ТВ-ведущий (Человек и закон, ТВ-журналист, режиссёр, продюсер и политический деятель.
- 13 февраля — Максим Леонидов, ТВ-ведущий Эти забавные животные, музыкант и актёр.
- 30 апреля — Николай Фоменко, ТВ-ведущий-шоумен (Утренняя почта, Оба-на, 50x50, Проще простого, Перехват, Русские гвозди, Империя страсти, Золотой граммофон (хит-парад), Телеспецназ, Титаны рестлинга, Игра с Фоменко, Полундра, Экстремальные ситуации, Песни с Фоменко, Форс-мажор, Пан или пропал, Счастливый рейс, Слабое звено, 50 блондинок, Top Gear. Русская версия), радиоведущий, актёр, музыкант и автогонщик.
- 12 августа — Юрий Бершидский, ТВ-знаток (Своя игра), чемпион 9-го и 11-го цикла игр Золотой дюжины и суперфинала 1999 года, музыковед, музыкальный и телевизионный редактор. Принял участие в международном турнире по игре Jeopardy![2].
- 16 сентября — Дмитрий Лурье, ТВ-знаток (Своя игра), чемпион 6-го и 8-го циклов игр «Золотой дюжины» (2007), чемпион «Новогоднего турнира-2011» и инженер[3].
- 17 октября — Леонид Климович, ТВ-знаток (Что? Где? Когда? и Своя игра) и педагог.
- 14 декабря — Сандрин Домингез, французская ТВ-ведущая (Ключи от форта Байяр).